# Gustav Adolf Fricke

Gustav Adolf Fricke

Gustav Adolf Fricke (* 22. August 1822 in Leipzig; † 30. März 1908 ebenda) war ein deutscher evangelisch-lutherischer Theologe, Pfarrer und Philosoph. Er lehrte als Professor in Kiel und Leipzig und war ein Vertreter einer streng konfessionell-lutherischen Richtung. Von 1875 bis 1900 war er Präsident des Gustav-Adolf-Vereins.

## Leben
Gustav Adolf Fricke wurde 1822 als Sohn des Porträtmalers Friedrich August Fricke in Leipzig geboren. Er besuchte die Thomasschule und studierte anschließend Theologie, Philologie und Philosophie an der Universität Leipzig. 1846 folgte seine Promotion zum Dr. phil. und Dr. theol. mit der Dissertation Nova argumentorum pro Dei existentia expositio. Zugleich habilitierte er sich in der Theologischen und Philosophischen Fakultät mit der Arbeit Novum exponitur pro Dei existentia argumentum.
Von 1846 bis 1849 wirkte er als Privatdozent. Im Jahr 1849 wurde er außerordentlicher Professor für Theologie und Philosophie. Ab 1851 war er ordentlicher Professor für Systematische Theologie an der Universität Kiel, kehrte 1865 als Oberkatechet an die Peterskirche nach Leipzig zurück und trat 1867 als ordentlicher Professor für Neutestamentliche Wissenschaft in die Theologische Fakultät zu Leipzig. Er war ein Gegner der Schule von Albrecht Ritschl. In den Jahren 1872/73, 1879/80, 1887/88 und 1895/96 war er Dekan der Theologischen Fakultät.
Fricke war Mitglied der Synode der Evangelisch-Lutherischen Landeskirche Sachsens und Vertreter der Universität Leipzig in der Ersten Kammer des Sächsischen Landtages und nahm 1866 er am Deutschen Krieg als Feldpropst in der Sächsischen Armee teil. Fricke war zugleich Vorsitzender der Meißener Konferenz und von 1875 bis 1900 des Zentralvorstandes des Gustav-Adolf-Vereins sowie bis 1887 Pfarrer der Leipziger Peterskirche. Als solcher trug er für deren Neubau Verantwortung. 1882 wurde Fricke Konsistorialrat und 1887 Geheimer Kirchenrat. Ab 1890 war er Domherr des Domstifts zu Meißen. In Kiel war er Schriftführer des Schleswig-Holsteinischen Hauptvereins.
Er wurde 1892 zum Ehrenbürger der Stadt Leipzig ernannt.
Der Superintendent Georg Buchwald in Rochlitz war sein Schwiegersohn. Der Nachlass befindet sich im Evangelischen Zentralarchiv in Berlin.

„Die protestantische Theologie ist nicht trotz sondern wegen ihrer Gebundenheit an Schrift und Bekenntniß, zur vollen Freiheit wissenschaftlicher Untersuchung befähigt und verpflichtet.“

## Werke
Außer zahlreichen Predigten sind unter seinen Schriften zu nennen:
- Lehrbuch der Kirchengeschichte. Leipzig 1850.
- De mente dogmatica loci Paulini ad Rom. 5, 12 sq. Leipzig 1880.
- Das exegetische Problem im Brief Pauli an die Galater, Kap. 3, 20. Leipzig 1880.
- Metaphysik und Dogmatik in ihrem gegenseitigen Verhältnis unter besonderer Beziehung auf die Ritschlsche Theologie. Leipzig 1882.
- Ist Gott persönlich? Leipzig 1896.